# Pueblo llano

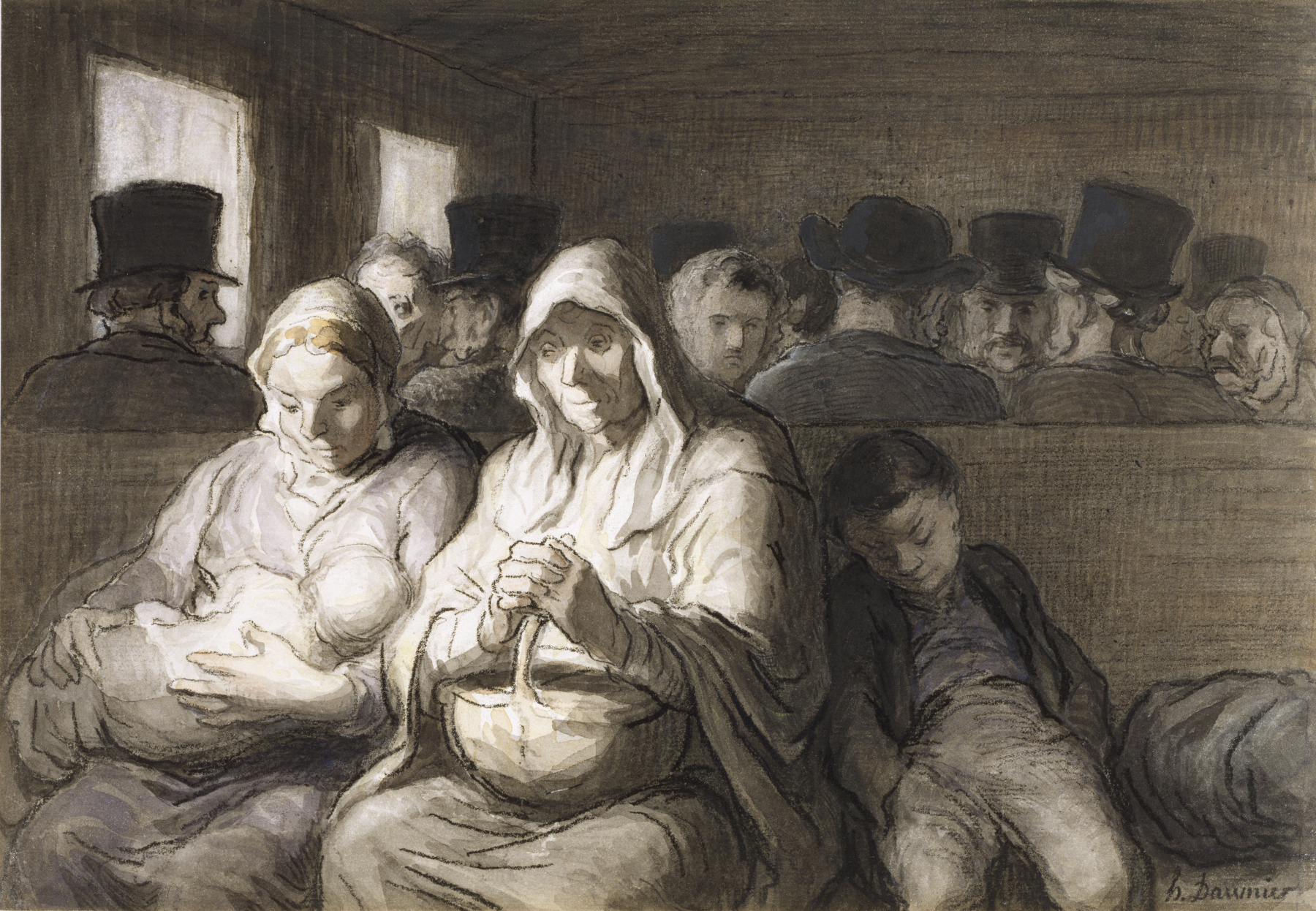
Pintura de Honoré Daumier: "The Third Class Carriage"

En el lenguaje coloquial, se denomina como pueblo llano a la parte de la sociedad definida como la clase baja; y que en cada época es conocida también por otros nombres.
Desde el origen del término, existe su relación con la condición social puesto que en Roma se utilizaba Senatus de Romanus (SPQR) para designar a la totalidad del Estado, en referencia a los patricios (que formaban el Senado) y a los plebeyos (la Plebe).
Durante el Feudalismo, la división social entre estamentos privilegiados (nobleza y clero) y no privilegiados o Tercer Estado (todos los demás, incluyendo burguesía enriquecida, capas urbanas pobres y campesinado) dejaba en claro que, entre estos últimos, es donde estaba el pueblo llano o pueblo a secas. Las divisiones entre angulo grosso y popolo minuto (gordos y delgados, en italiano), claras desde la Baja Edad Media, surgen por el enriquecimiento de la burguesía de artesanos y comerciantes que acceden al gobierno de las ciudades y se convierten en patriciado urbano (ciutadans honrats en Barcelona, por ejemplo).
La Revolución Burguesa, la Revolución Liberal y la Revolución industrial, acentuaron de tal modo las diferencias de clase que el concepto de pueblo ya se usa de otro modo.